# Bandera de Canet d'Adri
La bandera oficial de Canet d'Adri té la següent descripció:
Bandera apaïsada, de proporcions dos d'alt per tres de llarg, groga, amb una aspa abscissa vermella d'alçària i amplària 2/11 de l'alçària del drap, centrada en el primer terç vertical i amb una graella vermella d'alçària 11/25 de la del drap i amplària 5/30 de la llargària del mateix drap, centrada en el tercer terç vertical en relació amb els costats d'aquest terç i posada a 11/44 de la vora superior; i amb el segon terç vairat antic de blanc i de vermell de tres rengles verticals cadascun de dos vairs complets vermells.
Va ser aprovada el 23 de novembre de 2012 i publicada al DOGC el 10 de desembre del mateix any amb el número 6270.